# Plotnikovia podilymbae
Plotnikovia podilymbae är en plattmaskart. Plotnikovia podilymbae ingår i släktet Plotnikovia och familjen Opisthorchiidae. Inga underarter finns listade i Catalogue of Life.